# Route der Befreiung Europas

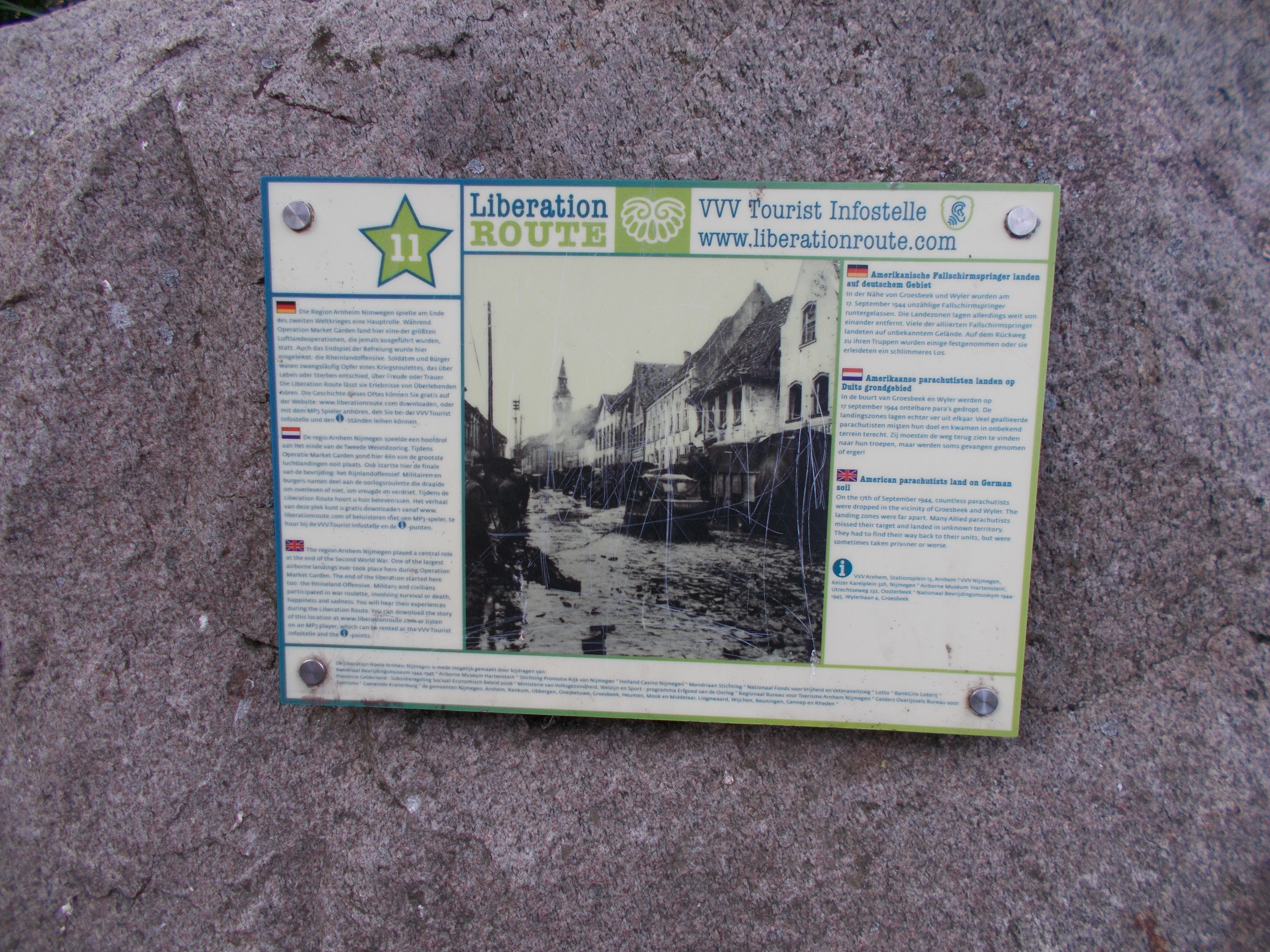
Informationstafel der Liberation Route Europe an einen „Friedensstein“ in Kranenburg (Kreis Kleve)

Die Liberation Route Europe ist eine Route der Erinnerung zu den historischen Schauplätzen, auf dem die Alliierten Streitkräfte ab 1944 von Südengland aus zur Küste der Normandie durch die belgischen Ardennen, Brabant, Arnheim, Nimwegen und den Hürtgenwald bis nach Berlin kamen. Die Route verläuft weiter bis Gdańsk (Danzig) in Polen. Hauptaugenmerk liegt auf der Befreiung des europäischen Festlandes von der nationalsozialistischen Besatzung, aber auch dem Gedenken und die Aufarbeitung des Zweiten Weltkrieges, sowie seiner noch lange nachwirkenden Folgen. 2019 wurde die Liberation Route Europe als Kulturweg des Europarats zertifiziert.
Das ursprünglich aus den Niederlanden stammende Projekt versucht, das schwere Erbe des Zweiten Weltkrieges aus unterschiedlichen Perspektiven zu betrachten. Es überschreitet Staatsgrenzen und verbindet die Geschichte mit dem Leben im heutigen Europa und anderen Teilen der Welt. Entlang der Route findet man zahlreiche Friedenssteine, Findlinge mit Informationstafeln, auf denen man via QR-Code auf Audio-Spots, historische Fotos, Zeitzeugenberichte und Sehenswürdigkeiten zugreifen kann.
Schirmherr der Geschichtsroute ist die Liberation Route Europe Fundation. Die Stiftung ist zu einer internationalen Organisation gewachsen und arbeitet eng mit Regierungsorganisationen, Universitäten, Museen, Veteranenverbänden, Veranstaltern für Gedenkveranstaltungen, Reiseveranstaltern und Tourismuseinrichtungen zusammen. Unterstützt wird sie vom niederländischen Veteranenfonds (V-Fonds) und dem Europäischen Parlament.
Da sich mit den Jahren 2019 und 2020 der 75. Jahrestag das Ende des Zweiten Weltkrieges näherte, wurde die Kampagne „Europe Remembers 1944–1945“ ins Leben gerufen. In Zusammenarbeit mit zahlreichen europäischen Regionen, Städten und Gemeinden fanden Gedenkveranstaltungen und Ausstellungen zum „Jahr der Befreiung“ statt.

## Liste der Schauplätze (Auswahl)
Die Liberation Route quer durch Europa ist über 3000 km lang. In den beteiligten Ländern finden Geschichtsinteressierte in der jeweiligen Region historische Orte, Museen und Sehenswürdigkeiten, die die Geschichte der Befreiung thematisieren. Ergänzend dazu findet man auf der Webseite der Liberation Route Biografien, kurze Hörspiele und weitere Informationen zu den historischen Orten und den Ereignissen des Krieges.
Hier eine Auswahl der Orte mit weiteren Informationen, die auf der Webseite zu finden sind:
| Land           | Ort / Region      | Zeit               | Ereignis | Audio | Biografie | Sehenswürdigkeit / Museum | Historischer Ort | Bild |
| -------------- | ----------------- | ------------------ | --- | ----- | --- | --- | --- | ---- |
| Belgien        | Antwerpen         | 1944               | Vormarsch der Alliierten, Einnahme Antwerpens, 30 Britische Corps wandern von hier aus in die Niederlande ein.                                                                                                 | -     | - Hubert Pierlot - Prinz Karl von Belgien | - Nationale Gedenkstätte Ford Breendonk - Kazerne Dossin | - Joe’s Bridge |      |
| Belgien        | Ardennen          | 1944 / 1945        | Ardennenoffensive Niederlage für das Deutsche Volk | -     | - Hubert Pierlot (1939 bis 1945 belgischer Premierminister) - Karl von Belgien, 1944 bis 1950 Prinzregent von Belgien - Andree Collin - Augusta Chiwy - Fred Glavan - Horst Helmus - Melvin Biddle | - Musée de la Bataille des Ardennes (Museum der Ardennenschlacht in La Roche-en-Ardenne) | - Bastogne - Malmedy - Houffalize - La Roche - Sankt Vith |      |
| Belgien        | Brüssel           | 1944               | Bombardierung und Befreiung Belgiens | -     | - Jean-Baptiste Piron | - Musée Royal de l’Armée (Königliches Armee- und Militärmuseum Brüssel) - Nationale Gedenkstätte Fort Breendonk - Kaserne Dossin in Mechelen                                                   | - Brüssel - Militärbasis in Mechelen - Konzentrationslager Fort Breendonk |      |
| Großbritannien | Kent              | 1944               | Invasionsvorbereitungen in Großbritannien, Täuschungsmanöver: Stationierung einer fiktiven Heerestruppe. | -     | - Rosie the Riveter | - Burganlage Dover - Romney, Hythe and Dymchurch Railway | - Dover - Dungeness - Romney, Hythe & Dymchurch Railway |      |
| Großbritannien | London            | 1944 / 1945        | Exilregierungen, Planungen der Alliierten, Bombardierung Londons | -     | - Rosie the Riveter | - Churchill War Rooms | - London |      |
| Großbritannien | Hampshire         | 1944 / 1945        | Heeres- und Marinebasen, Vorbereitung der Invasion in der Normandie, Zentrum der britischen Flugzeugindustrie.                                                                                                 | -     | - Rosie the Riveter | - National Museum of the Royal Navy (Marinemuseum Portsmouth) - The D-Day Story in Southsea - Overlord Embroidery (Bildteppich mit Ereignissen bei der Landung der Alliierten am 6. Juni 1944) | - Southwick House - Royal Naval Hospital - Marinebasis Portsmouth - Mulberry-Häfen - New-Forest-Nationalpark                                                                               |      |
| Deutschland    | Hürtigenwald      | 1944 / 1945        | Schlacht im Hürtigenwald, Allerseelenschlacht („Battle for Schmidt“) | -     | - Robert Cahow | - Sanitätsbunker Nr. 374 in Simonskall - Internationaler Platz Vogelsang | - Rurtalsperre - Roetgen bei Aachen - Scheiden (Nationalpark Eifel) |      |
| Deutschland    | Berlin            | 1945               | Schlacht um Berlin | -     | - Ugo Brilli - Wilhelm Keitel - Josef Brettschneider - Czesława Sidor - Svetoslao N. Hlopoff - Ralph Neumann - Gisela Stange                                                                       | - Gedenktafel Schulenburgring 2 (Berlin) - Reichstagsgebäude - Alliierten Museum | - Kessel von Halbe - US-Hauptquartier |      |
| Deutschland    | Kreis Kleve       | 1945               | Operation Market Garden, Operation Veritable, Offensive im Rheingebiet, Einmarsch der Alliierten, Bombenangriffe auf Deutschland                                                                               | 8     | - Luise Rausch - Léo Major | - Überreste von Schützengräben im Reichswald - Britischer Ehrenfriedhof Kleve - Royal Air Force Museum Laarbruch – Weeze e.V.                                                                  | - Reichswald bei Kranenburg-Frasselt - Kranenburg - Kleve - Weeze - Goch Feldflugplatz der Royal Air Force (Weeze)                                                                         |      |
| Deutschland    | Kreis Viersen     | 1945               | | 1     | | | - Niederkrüchten - Fliegerhorst Mönchengladbach |      |
| Deutschland    | Peenemünde        | 1944               | Die Versuchsanstalt Peenemünde war von 1936 bis 1945 das größte militärische Forschungszentrum Europas. Hier wurde unter anderem die V2-Raketen entwickelt.                                                    | -     | | - Historisch-Technisches Museum Peenemünde | |      |
| Deutschland    | Torgau            | 1945               | Sowjets und Amerikaner an der Elbe, Endphase des Krieges gegen Deutschland. | -     | - Manfred Steinfeld | | |      |
| Frankreich     | Normandie         | 1944               | Invasion der alliierten Streitkräfte am Ärmelkanal. Operation Epsom, Operation Goodwood, Operation Bluecoat.                                                                                                   | -     | - Bernad Blin - Arlette Varin-Baudin - Edouard Gérard - Chantal Rivière-Nobécourt - René Rossey | - Musée Airborne Sainte-Mère-Eglise - D-Day Experience (Dead Man’s Corner museum), Saint-Come-du-Mont - Brücke bei La Fière und Iron-Mike-Statue - Mémorial de Caen Museum                     | - Gold Beach |      |
| Frankreich     | Paris             | 1944               | Aufstand gegen die deutsche Besatzungsmacht, Befreiung der Stadt durch französische und amerikanische Streitkräfte.                                                                                            | -     | - Philippe Leclerc de Hauteclocque | - Jean Moulin Museum - Musée de l‘ Armée Invalides | - Bahnhof Montparnasse, Paris |      |
| Italien        | Latium            | 1943 / 1944        | Landung der Alliierten in Süditalien, Gefechte an der Gustav-Linie, Einmarsch in Rom. | -     | - Sergio Pivetta - Adriana Vitali - Vincenzo Dapino | - Commonwealth-Friedhof Beach Head War Cemetery (Anzio) - Campo della Memoria (Feld der Erinnerungen) in Nettuno                                                                               | - Befreiung Roms - Brückenkopf in Anzio (Operation Shingle) |      |
| Italien        | Campania          | 1943 / 1944        | Italienfeldzug | -     | | - Soldatenfriedhof von Mignano Monte Lungo | - Schlacht am Monte Lungo - Landung in Salerno |      |
| Luxemburg      | Ardennes          | 1944 / 1945        | Ardennenoffensive (Battle of the Bulge). Die Schlacht zwischen den Alliierten und der Deutschen Wehrmacht forderte auf beiden Seiten hohe Verluste.                                                            | -     | - Horst Helmus - Joachim Peiper - Melvin Biddle - Andrée Collin - Augusta Chiwy - Fred Glavan - Otto Skorzeny                                                                                      | - Mardasson Memorial (Bastogne) - Bastogne War Museum - Bastogne Barracks - Deutscher Soldatenfriedhof Recogne-Bastogne - Musée de la Bataille des Ardennes (La Roche)                         | - Houffalize – die zerstörte Stadt - Baugnez-Massaker - Bois Jacques - Kommando Skorzeny                                                                                                   |      |
| Polen          | Gdanzk (Danzig)   | 1939 / 1944 / 1989 | Kampf um die Westerplatte, Abschuss der Schleswig-Holstein durch die Royal Air Force. „Unabhängigkeit“ Polens erst 1989 mit Auflösung der Sowjetunion.                                                         | -     | - Kapitan (Hauptmann) Franciszek Dąbrowski - Kapitän Mieczysław Słaby - Major Henryk Sucharski | - Museum der Polnischen Post (Danzig) - Museum des Zweiten Weltkriegs (Danzig) - Europäisches Zentrum der Solidarność (ECS)                                                                    | - Gdańsk im 20. Jahrhundert - Gdańsk vor dem Krieg - Der Ausbruch des Zweiten Weltkriegs                                                                                                   |      |
| Polen          | Warsaw (Warschau) | 1939 / 1944 / 1989 | Überfall auf Polen, Gefechts- und Vergeltungsmaßnahmen, Aufstände, Einmarsch der Deutschen und der Roten Armee, Bombardierung der Hauptstadt. „Unabhängigkeit“ Polens erst 1989 mit Auflösung der Sowjetunion. | -     | | - Polnisches Armeemuseum - Museum des Warschauer Aufstandes | |      |
| Niederlande    | Gelderland        | 1944               | Operation Market Garden, Einnahme verschiedener Brücken durch die Alliierten, Absprung der Fallschirmjäger über Eindhoven, Nijmegen, und Arnheim. Schlacht um Arnheim.                                         | 72    | - Manfred Steinfeld - Hans Kuik - James Megellas - Karl-Heinz Kracht - Werner Kruger | - Der Mann mit zwei Hüten (Apeldoorn) - Airborne-Denkmal (Ede) - Jonkerbos War Cemetery (Nijmegen) - Freiheitsmuseum Groesbeek - Airborne Museum Hartenstein (Arnheim)                         | - Operation Veritable (Derdebaan am De Hoge Hof, Lagewald bei Groesbeek) |      |
| Niederlande    | Overijssel        | 1945               | Stationierungsort der V1 und V2 Raketen auf Antwerpen und London, Widerstand und Bombenangriffe | 7     | | - Kanadischer Ehrenfriedhof Holten und Informationszentrum - Memory Museum (Nijverdal) | - Oranjehotel (Wijhe) - Vergeltungswaffen (Rijssen) |      |
| Niederlande    | Zeeland           | 1944               | Schlacht an der Scheldemündung, Operation Mallard, Gefechte, Bombardierung und Überflutung des Landesteils. | 14    | | - Befreiungsmuseum Zeeland in Nieuwdorp - Allied Forces Monument in Baarland | - Bunkerdorf Groede - Breskens: das deutsche Dünkirchen |      |
| Niederlande    | Noord-Brabant     | 1944               | Operation Market Garden, Vorstoß der Westalliierten durch Noord-Brabant, Gefechte und Bombardierung, Befreiung der Provinz, Frontlinie an der Maas.                                                            | 59    | | - Oorlogsmuseum Overloon - Soldatenfriedhof Overloon | - Ein Wettrennen gegen die Uhr! (Flugplatz B.89 in Mill) |      |
| Niederlande    | Limburg           | 1945               | Erste von den Alliierten befreite niederländische Provinz, Operation Blackcock, Operation Grenade, Einmarsch ins linksrheinische Gebiet, Vorbereitung der Rheinüberquerung.                                    | 29    | | - Besucherzentrum Martinustoren Gennep - Eyewitness Museum Beek (geschlossen) | - Durchhalten bis zum letzten Mann (Kasteel Geijsteren) |      |
| Niederlande    | Drenthe           | 1945               | Befreiung der Niederlande von der deutschen Besatzung, Widerstand, Hungerwinter 1944/1945, Kriegsende. | 5     | - Leo Major | | - Die deutsche Kapitulation in den Niederlanden – Hotel de Wereld - Lebensmitteltransporte (Wageningen) - Die letzte bedeutende Schlacht in den Niederlanden (Otterlo, 16./17. April 1945) |      |